# كيكيو
كيكيو (باليابانية: 桔梗، بالروماجي: Kikyō) هي كاهنة وحارسة جوهرة ( الشيكون نو تاما ) قوية وجميلة، أحبت اينوياشا وقُتلت على يد ناراكو (متنكراً بشكل اينوياشا)، أُعيدت إلى الحياة بواسطة المشعوذة اراسواي، رغم أنها تبدو حية إلا أن جسدها لا يزال ميتاً، ولذلك فإنها تحتاج إلى أرواح الأموات لتتمكن من تحريك جسدها. في البداية بعد أن عادت إلى الحياة كان قلبها مليئاً بالكراهية تجاه اينوياشا لاعتقادها أنه قد أقدم على خيانتها وقتلها لكنها بعد أن تكتشف أنّ من قتلها هو ناراكو تعود كيكيو إلى حبها القديم وهي أخت كايدي الكبرى .